# Decessi durante le ascensioni all'Everest

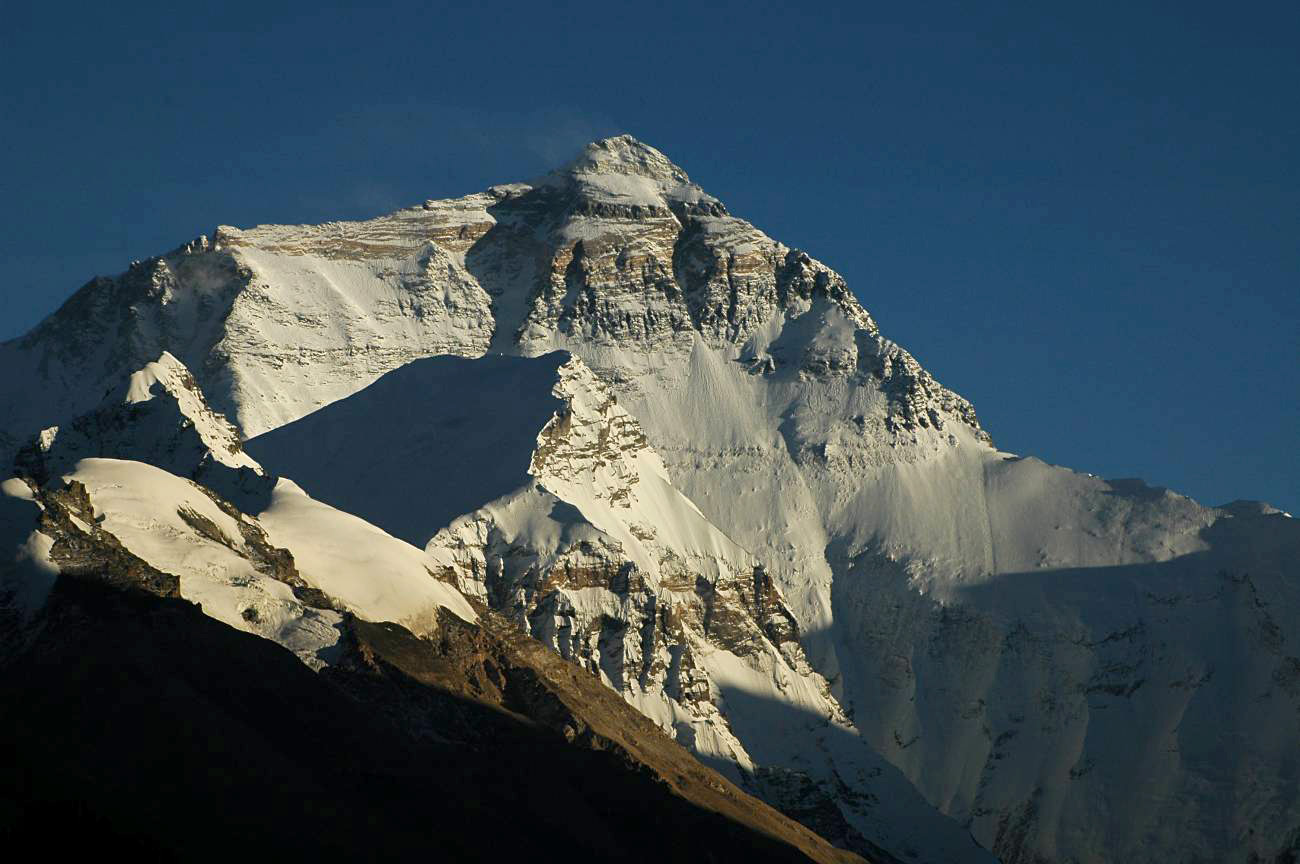
La parete Nord dell'Everest

Elenco delle morti avvenute durante la scalata del monte Everest: almeno 330 persone sono morte cercando di raggiungere la vetta. Le morti possono avere cause diverse come valanghe, cadute su ghiacciai o crepacci, bufere, temperature molto basse ed elevata altitudine che causano all'organismo malesseri spesso letali come edemi polmonari e cerebrali, assideramento, gravi difficoltà respiratorie e sfinimento.

## Elenco dei principali incidenti

### Anni venti
Il 7 giugno 1922 perirono in una valanga 7 portatori della Spedizione britannica all'Everest del 1922. George Mallory, che era presente e poi morì nella spedizione del 1924, incolpò se stesso per le morti. Solo nel 1999 verrà ritrovato il corpo di Mallory,  in un "bacino idrografico" nei pressi del picco dove i ricercatori trovarono altri numerosi corpi nella neve. Nel 1921, durante un sopralluogo per la spedizione britannica, ci furono 2 vittime: un portatore non identificato ed il dottor A.M.Kellas, vittima di un attacco cardiaco.

### Anni settanta
Il 5 aprile 1970 una valanga provocò la morte di 6 persone della Japanese skiing expedition, stessa sorte toccò a 6 persone della French expedition il 9 settembre 1974.

### Anni ottanta
L'11 ottobre 1985 quattro scalatori indiani morirono assiderati; il 17 ottobre 1988 quattro scalatori slovacchi scomparvero, mentre il 7 maggio 1987 quattro scalatori russi morirono dopo una caduta.
Il 27 maggio 1989, sempre a causa di una valanga, morirono 5 polacchi.
Un altro incidente degno di nota si verificò quando la statunitense Francys Arsentiev e suo marito Sergei Arsentiev raggiunsero la vetta stremati e poi di notte cominciarono la discesa, che nelle loro condizioni si rivelò una grave imprudenza: deliranti per la stanchezza, si separarono senza nemmeno accorgersene. Lui arrivò alla tenda ad 8.200 metri la mattina dopo e solo lì si accorse che la moglie non c'era. Lei era a 8.600 metri, viva ma confusa, incapace di muoversi, con gravi congelamenti. Il marito fece il percorso inverso e la raggiunse, un gesto che si rivelò un'impresa viste le sue condizioni, e passò la notte accanto a lei. Quando la mattina del 24 maggio due sudafricani, tra cui Ian Woodall, raggiunsero il luogo, Sergei era sparito. Vennero individuate delle orme che finivano sull'orlo dell'abisso della parete ovest, in fondo alla quale un anno dopo venne ritrovato. Francys morì poco dopo, la mattina del 24 maggio 1998 alle 11: i soccorritori non riuscirono a muoverla, anche perché il posto era pericoloso e il freddo era pungente. Il corpo congelato di Francys rimase vicino alla via principale della vetta per nove anni, finché nel 2007 l'alpinista Ian Woodall guidò una spedizione per spostarlo dietro una sporgenza rocciosa, fuori dalla vista degli escursionisti. In seguito Woodall dichiarò: "È stata dura farlo con gli occhi pieni di lacrime, mi ero reso conto che alla fine le montagne sono solo roccia e neve e che bisogna sempre chiedersi se ne vale la pena scalarla".

### Anni novanta
L'11 maggio 1996 ci fu un'altra grande tragedia: 8 persone, tra le quali l'esperta guida Rob Hall, primo non-Sherpa ad aver raggiunto la cima per ben cinque volte, morirono assiderate dopo essere state investite da un'improvvisa bufera durante la discesa dalla vetta. Questo disastro, causato anche da disorganizzazione e incomprensioni fra le guide, suscitò ampio clamore e fu oggetto di molti scritti tra gli alpinisti presenti quel giorno, come Aria sottile di Jon Krakauer e The Climb di Anatolij Bukreev. Tuttavia entrambi i racconti danno resoconti contrastanti sui reali eventi accaduti quel giorno.

### Anni 2000
Tra gli alpinisti più esperti deceduti si ricorda lo sherpa Babu Chiri morto nel 2001 a seguito di una caduta. Babu Chiri scalò l'Everest diverse volte e nel 1999 rimase sulla cima per 20 ore stabilendo un nuovo record. Salì sulla cima anche due volte in due settimane e detenne il record del tempo di ascesa in 16 ore e 56 minuti.

### Anni 2010
Il 18 aprile 2014 avvenne un'altra grande tragedia: una valanga a 5.800 metri provocò la morte di 16 sherpa mentre fissavano delle corde lungo l'itinerario. Nel 2014 morirono in totale 17 persone sull'Everest.
Il 25 aprile 2015 un fortissimo terremoto in Nepal causò una valanga sull'Everest provocando la morte di 19 scalatori (uno è ancora senza nome). Il 2015 è il singolo anno in cui sono morte più persone nella storia alpinistica dell'Everest.
In generale, a causa delle difficoltà e dei pericoli nel trasportare a valle i corpi, molti di coloro che sono morti sulla montagna rimangono nel luogo, ma talvolta restano lì anche per la volontà dei familiari. Capita spesso che alcuni corpi siano spostati dai venti e dal ghiaccio. Anche i soccorritori cadono vittime della montagna, come due alpinisti nepalesi che il 24 ottobre 1984 morirono nel tentativo di recuperare il corpo di Hannelore Schmatz.

## Elenco incidenti mortali
| Nome                                   | Data              | Età    | Spedizione                                                                          | Nazionalità      | Causa della morte | Luogo                                                   | Note                                                            |
| -------------------------------------- | ----------------- | ------ | ----------------------------------------------------------------------------------- | ---------------- | --- | ------------------------------------------------------- | --------------------------------------------------------------- |
| Robert                                 | 7 giugno 1922     |        | Spedizione britannica all'Everest del 1922                                          | India Britannica | Valanga | Sotto il Colle Nord                                     | [ 1 ]                                                           |
| Lhakpa                                 | 7 giugno 1922     |        | Spedizione britannica all'Everest del 1922                                          | India Britannica | Valanga | Sotto il Colle Nord                                     | [ 1 ]                                                           |
| Norbu                                  | 7 giugno 1922     |        | Spedizione britannica all'Everest del 1922                                          | India Britannica | Valanga | Sotto il Colle Nord                                     | [ 1 ]                                                           |
| Pasang                                 | 7 giugno 1922     |        | Spedizione britannica all'Everest del 1922                                          | India Britannica | Valanga | Sotto il Colle Nord                                     | [ 1 ]                                                           |
| Pema                                   | 7 giugno 1922     |        | Spedizione britannica all'Everest del 1922                                          | India Britannica | Valanga | Sotto il Colle Nord                                     | [ 1 ]                                                           |
| Sange                                  | 7 giugno 1922     |        | Spedizione britannica all'Everest del 1922                                          | India Britannica | Valanga | Sotto il Colle Nord                                     | [ 1 ]                                                           |
| Temba                                  | 7 giugno 1922     |        | Spedizione britannica all'Everest del 1922                                          | India Britannica | Valanga | Sotto il Colle Nord                                     | [ 1 ]                                                           |
| Man Bahadur                            | 13 maggio 1924    |        | Spedizione britannica all'Everest del 1924                                          | Nepal            | Polmonite | Sopra Rongbuk B.C.                                      | [ 1 ] [ 7 ]                                                     |
| Lance-Naik Shamsherpun                 | 17 maggio 1924    |        | Spedizione britannica all'Everest del 1924                                          | Nepal            | Emorragia cerebrale | Sopra Rongbuk B.C.                                      | [ 1 ] [ 7 ]                                                     |
| Andrew Irvine                          | 9 giugno 1924     | 22     | Spedizione britannica all'Everest del 1924                                          | Regno Unito      | Disperso, il corpo non è stato ancora ritrovato, le cause della morte sconosciute.                                     | Crinale N.E.                                            | [ 1 ]                                                           |
| George Mallory                         | 9 giugno 1924     | 37     | Spedizione britannica all'Everest del 1924                                          | Regno Unito      | Scomparso. Corpo ritrovato nel 1999, con prove della morte per caduta.                                                 | Crinale N.E.                                            | [ 1 ]                                                           |
| Maurice Wilson                         | 31 maggio 1934    | 36     | solitaria                                                                           | Regno Unito      | Sfinimento e assideramento                                                                                             | East Rongbuk glacier                                    | [ 8 ]                                                           |
| Dorje Mingma                           | 31 ottobre 1952   |        | Swiss Expedition                                                                    | Nepal            | Scarica di ghiaccio | parete Lhotse                                           | [ 9 ]                                                           |
| Wang Ji                                | 11 aprile 1960    |        | Chinese Expedition Northern Slope                                                   | Cina             | Mal di montagna |                                                         | [ 10 ] [ 11 ]                                                   |
| Shao Shi-Ching                         | 29 aprile 1960    |        | Chinese Expedition Northern Slope                                                   | Cina             | | Crinale N.E.                                            | [ 10 ] [ 11 ]                                                   |
| Nawang Tshering                        | 28 aprile 1962    |        | Chinese Expedition Northern Slope                                                   | Nepal            | | Lhotse face                                             | [ 12 ]                                                          |
| Jake Breitenbach                       | 23 marzo 1963     |        | Norman Dyhrenfurth's American Mount Everest Expedition                              | Stati Uniti      | Schiacciato sotto un seracco                                                                                           | Cascata Khumbu                                          | [ 13 ] [ 14 ] [ 15 ]                                            |
| Ma Gao-shu                             | 1 maggio 1966     |        | Chinese Everest Expedition                                                          | Cina             | Caduta | Cascata Khumbu                                          | [ 11 ] [ 16 ]                                                   |
| Phu Dorje                              | 18 ottobre 1969   |        | Japanese Everest Expedition                                                         | Nepal            | Caduta in un crepaccio                                                                                                 | Cascata Khumbu                                          | [ 17 ]                                                          |
| Nima Dorje                             | 5 aprile 1970     |        | Japanese Skiing Expedition                                                          | Nepal            | Valanga | Cascata Khumbu                                          | [ 18 ]                                                          |
| Kunga Norbu                            | 5 aprile 1970     |        | Japanese Skiing Expedition                                                          | Nepal            | Valanga |                                                         | [ 18 ]                                                          |
| Mima Norbu                             | 5 aprile 1970     |        | Japanese Skiing Expedition                                                          | Nepal            | Valanga | Cascata Khumbu                                          | [ 18 ]                                                          |
| Pasang                                 | 5 aprile 1970     |        | Japanese Skiing Expedition                                                          | Nepal            | Valanga | Cascata Khumbu                                          | [ 18 ]                                                          |
| Kami Tshering                          | 5 aprile 1970     |        | Japanese Skiing Expedition                                                          | Nepal            | Valanga | Cascata Khumbu                                          | [ 18 ]                                                          |
| Kyak Tshering                          | 5 aprile 1970     |        | Japanese Skiing Expedition                                                          | Nepal            | Valanga | Cascata Khumbu                                          | [ 18 ]                                                          |
| Kyak Tshering                          | 9 aprile 1970     | 36     | Japanese Skiing Expedition                                                          | Nepal            | Valanga | 5525 m                                                  | [ 19 ]                                                          |
| Kiyoshi Narita                         | 21 aprile 1970    |        | Japanese Skiing Expedition                                                          | Giappone         | Infarto | 6150m                                                   | [ 20 ]                                                          |
| Harsh Bahuguna                         | 18 aprile 1971    |        | Internationale Expedition of 1971                                                   | India            | Infarto | 6900m                                                   | [ 21 ]                                                          |
| Tony Tighe                             | 16 novembre 1972  |        | m Qomolangma expedition                                                             | Australia        | Schiacciato da un seracco                                                                                              | Cascata Khumbu                                          | [ 22 ] [ 23 ]                                                   |
| Jangbu                                 | 12 ottobre 1973   |        |                                                                                     | Nepal            | Valanga | S.W. Face                                               | [ 24 ]                                                          |
| Gérard Devouassoux                     | 9 settembre 1974  |        | French West Ridge Direct expedition                                                 | Francia          | Valanga | 6400m                                                   | [ 25 ]                                                          |
| Pemba Dorje                            | 9 settembre 1974  |        | French West Ridge Direct expedition                                                 | Nepal            | Valanga | 6400m                                                   | [ 25 ]                                                          |
| Lhakpa                                 | 9 settembre 1974  |        | French West Ridge Direct expedition                                                 | Nepal            | Valanga | 6400m                                                   | [ 25 ]                                                          |
| Nawang Lutuk                           | 9 settembre 1974  |        | French West Ridge Direct expedition                                                 | Nepal            | Valanga | 6400m                                                   | [ 25 ]                                                          |
| Nima Wangchu                           | 9 settembre 1974  |        | French West Ridge Direct expedition                                                 | Nepal            | Valanga | 6400m                                                   | [ 25 ]                                                          |
| Sanu Wongal                            | 9 settembre 1974  |        | French West Ridge Direct expedition                                                 | Nepal            | Valanga | 6400m                                                   | [ 25 ]                                                          |
| Wu Zhuong Yue                          | 4 maggio 1975     |        |                                                                                     | Cina             | Sfinimento, caduta | 8500m                                                   | [ 26 ]                                                          |
| Mick Burke                             | 26 settembre 1975 | 34     | Bonington's 1975 Everest expedition                                                 | Regno Unito      | | Vicino alla cima                                        | [ 27 ]                                                          |
| Terry Thompson                         | 10 aprile 1976    |        | British-Nepal Army Everest Expedition                                               | Regno Unito      | Caduta in un crepaccio                                                                                                 | Camp II                                                 | [ 28 ]                                                          |
| Dawa Nuru                              | 18 aprile 1978    |        |                                                                                     | Nepal            | Caduta in un crepaccio                                                                                                 | Cascata Khumbu                                          | [ 28 ]                                                          |
| Shi Ming-ji                            | 18 aprile 1978    |        | Chinese Iranian Expedition                                                          | Cina             | Caduta in un crepaccio                                                                                                 | Cascata Khumbu                                          | [ 16 ]                                                          |
| Ang Phu                                | 16 maggio 1979    |        | Yugoslavian Expedition                                                              | Nepal            | Caduta | Cascata Khumbu                                          | [ 28 ]                                                          |
| Ray Genet                              | 2 ottobre 1979    | 48     | Gerhard Schmatz German Expedition                                                   | Stati Uniti      | Freddo, sfinimento | 8400m Crinale S.E.                                      | [ 29 ]                                                          |
| Hannelore Schmatz                      | 2 ottobre 1979    | 39     | Gerhard Schmatz German Expedition                                                   | Germania         | Freddo, sfinimento | 8400m Crinale S.E.                                      | [ 29 ]                                                          |
| Wang Hong-bao                          | 12 ottobre 1979   |        | Japanese Alpine Club reconnaissance expedition                                      | Cina             | Valanga | Sotto il Colle Nord                                     | [ 30 ]                                                          |
| Lou Lan                                | 12 ottobre 1979   |        | Japanese Alpine Club reconnaissance expedition                                      | Cina             | Valanga | Sotto il Colle Nord                                     | [ 30 ]                                                          |
| Nima Thaxi                             | 12 ottobre 1979   |        | Japanese Alpine Club reconnaissance expedition                                      | Cina             | Valanga | Sotto il Colle Nord                                     | [ 30 ]                                                          |
| Akira Ube                              | 2 maggio 1980     | 31     | Japanese Alpine Society Expedition                                                  | Giappone         | Valanga | 7900m North Face                                        | [ 31 ]                                                          |
| Nawang Kersang                         | 6 settembre 1980  |        | Spedizione italiana                                                                 | Nepal            | Caduta | Cascata Khumbu                                          | [ 32 ]                                                          |
| Franco Piana                           | 22 settembre 1980 |        | Spedizione italiana                                                                 | Italia           | Schiacciato da un seracco                                                                                              | parete Lhotse                                           | [ 33 ]                                                          |
| Noboru Takenaka                        | 12 gennaio 1981   | 28     | Japanese Winter Expedition                                                          | Giappone         | Caduta | 6900m W. Cwm                                            | [ 34 ]                                                          |
| Marty Hoey                             | 15 maggio 1982    | 30     | Whittaker American Expedition                                                       | Stati Uniti      | Caduta | 8000m                                                   | [ 35 ]                                                          |
| Peter Boardman                         | 17 maggio 1982    | 31     | British Mount Everest Expedition                                                    | Regno Unito      | Sconosciuto | 8200m                                                   | [ 17 ] [ 36 ]                                                   |
| Joe Tasker                             | 17 maggio 1982    | 33     | British Mount Everest Expedition                                                    | Regno Unito      | Sconosciuto | 8200m                                                   | [ 36 ] [ 37 ]                                                   |
| Ang Chuldim                            | 31 agosto 1982    | 20     | Bill Marzo Canadian Expedition                                                      | Nepal            | Valanga | Cascata Khumbu                                          | [ 38 ]                                                          |
| Dawa Dorje                             | 31 agosto 1982    | 42     | Bill Marzo Canadian Expedition                                                      | Nepal            | Valanga | Cascata Khumbu                                          | [ 38 ]                                                          |
| Pasang Sona                            | 31 agosto 1982    | 38     | Bill Marzo Canadian Expedition                                                      | Nepal            | Valanga | Cascata Khumbu                                          | [ 38 ]                                                          |
| Blair Griffiths                        | 2 settembre 1982  | 33     | Bill Marzo Canadian Expedition                                                      | Canada           | Schiacciato sotto un seracco                                                                                           | Cascata Khumbu                                          | [ 39 ]                                                          |
| Lhakpa Tshering                        | 27 settembre 1982 |        | Spedizione spagnola                                                                 | Nepal            | Emorragia interna | 6770m                                                   | [ 26 ]                                                          |
| Nima Dorje                             | 14 ottobre 1982   |        | Spedizione spagnola                                                                 | Nepal            | Caduta | 8300m W crinale                                         | [ 40 ]                                                          |
| Yasuo Kato                             | 28 dicembre 1982  | 33     | Spedizione giapponese                                                               | Giappone         | Scomparso | Vicino alla cima                                        | [ 17 ] [ 37 ]                                                   |
| Toshiaki Kobayashi                     | 28 dicembre 1982  |        | Spedizione giapponese                                                               | Giappone         | Scomparso | Vicino alla cima                                        | [ 37 ]                                                          |
| Hironobu Kamuro                        | 8 ottobre 1983    |        | Spedizione giapponese                                                               | Giappone         | Caduta | Vicino alla cima                                        | [ 17 ]                                                          |
| Pasang Temba                           | 8 ottobre 1983    |        | Spedizione giapponese                                                               | Nepal            | Caduta | 8600m Crinale S.E.                                      | [ 17 ] [ 26 ]                                                   |
| Hiroshi Yoshino                        | 9 ottobre 1983    |        | Spedizione giapponese                                                               | Giappone         | Caduta | Vicino alla cima                                        | [ 17 ]                                                          |
| Ang Rinji                              | 26 marzo 1984     |        | Spedizione indiana                                                                  | Nepal            | Valanga | Cascata Khumbu                                          | [ 26 ]                                                          |
| Tony Swierzy                           | 3 aprile 1984     | 27     | Micheal Lane British North Face Expedition                                          | Nepal            | Valanga | 6238 m                                                  | [ 41 ]                                                          |
| Hristo Ivanov Prodanov                 | 21 aprile 1984    | 40     | Bulgarian West Face Expedition                                                      | Bulgaria         | Scomparso | 8500m Crinale Ovest                                     | [ 17 ]                                                          |
| Fred From                              | 9 ottobre 1984    | 28     | Australian New Zealand Expedition                                                   | Australia        | Caduta | 8000m                                                   | [ 42 ]                                                          |
| Craig Nottle                           | 9 ottobre 1984    | 23     | Australian New Zealand Expedition                                                   | Australia        | Caduta | 8000m                                                   | [ 42 ]                                                          |
| Jozef Psotka                           | 16 ottobre 1984   | 50     | Australian New Zealand Expedition                                                   | Cecoslovacchia   | Caduta | Vicino alla cima                                        | [ 17 ]                                                          |
| Ang Dorje                              | 24 ottobre 1984   | 35     | Missione per recuperare il corpo di Hannelore Schmatz                               | Nepal            | Caduta | 8400m Crinale S.E.                                      | [ 6 ]                                                           |
| Yogendra Bahadur Thapa                 | 24 ottobre 1984   | 36     | Missione per recuperare il corpo di Hannelore Schmatz                               | Nepal            | Caduta | 8400m Crinale S.E.                                      | [ 6 ]                                                           |
| Juanjo Navarro                         | 12 maggio 1985    |        | Spedizione basca                                                                    | Spagna           | Caduta | 7300m                                                   | [ 43 ]                                                          |
| Shinichi Ishii                         | 19 settembre 1985 |        | Spedizione giapponese                                                               | Giappone         | Valanga |                                                         | [ 43 ]                                                          |
| Kiran Inder Kumar                      | 7 ottobre 1985    | 40     | Spedizione indiana                                                                  | India            | Caduta | 7986m                                                   | [ 44 ]                                                          |
| Jai Bahugana                           | 11 ottobre 1985   |        | Spedizione indiana                                                                  | India            | Assideramento | Colle Sud                                               | [ 45 ]                                                          |
| Ranjeet Singh Bakshi                   | 11 ottobre 1985   |        | Spedizione indiana                                                                  | India            | Assideramento | Colle Sud                                               | [ 45 ]                                                          |
| Vijay Pal Singh Negi                   | 11 ottobre 1985   | 28     | Spedizione indiana                                                                  | India            | Assideramento | Colle Sud                                               | [ 44 ] [ 45 ]                                                   |
| M.U. Bhaskar Rao Rao                   | 11 ottobre 1985   |        | Spedizione indiana                                                                  | India            | Assideramento | Colle Sud                                               | [ 45 ]                                                          |
| Víctor Hugo Trujillo                   | 16 agosto 1986    | 22     |                                                                                     | Cile             | Valanga | Sotto il Colle Nord                                     | [ 46 ]                                                          |
| Simon Burkhardt                        | 28 settembre 1986 | 52     | Eiselin Sports Expedition                                                           | Svizzera         | | 7315 m                                                  | [ 47 ]                                                          |
| Gyalu                                  | 4 ottobre 1986    |        | Eiselin Sports Expedition                                                           | Nepal            | Schiacciato sotto un seracco                                                                                           | Cascata Khumbu                                          | [ 47 ]                                                          |
| Dawa Norbu                             | 17 ottobre 1986   |        | Eiselin Sports Expedition                                                           | Nepal            | Valanga | Sotto il Colle Nord                                     | [ 17 ]                                                          |
| Tsuttin Dorje                          | 30 gennaio 1987   |        |                                                                                     | Nepal            | Caduta | 7700m                                                   | [ 48 ]                                                          |
| Roger Marshall                         | 21 maggio 1987    | 45     |                                                                                     | Canada           | | Hornbein Couloir, Vicino alla cima                      | [ 49 ]                                                          |
| Masao Yokoyama                         | 2 settembre 1987  | 44     | Spedizione giapponese                                                               | Giappone         | Annegamento | Base camp                                               | [ 50 ] [ 51 ]                                                   |
| Mangal Singh                           | 20 ottobre 1987   |        | British Expedition                                                                  | Nepal            | Valanga | Base camp                                               | [ 26 ]                                                          |
| Hidetaka Mizukoshi                     | 21 aprile 1988    |        | Spedizione Cinese, Giapponese e Nepalese per il 35º anniversario della prima salita | Giappone         | Infarto | Base camp                                               | [ 52 ]                                                          |
| Michel Parmentier                      | 20 settembre 1988 |        | Internationale                                                                      | Francia          | Assideramento | 7700m                                                   | [ 43 ]                                                          |
| Narayan Shrestha                       | 21 settembre 1988 |        |                                                                                     | Nepal            | Valanga | 7200m                                                   | [ 53 ]                                                          |
| Lhakpa Sonam                           | 13 ottobre 1988   |        |                                                                                     | Nepal            | Caduta | 8200m                                                   | [ 17 ]                                                          |
| Pasang Temba                           | 13 ottobre 1988   |        |                                                                                     | Nepal            | Caduta | 8200m                                                   | [ 17 ]                                                          |
| Dušan Becik                            | 17 ottobre 1988   |        |                                                                                     | Cecoslovacchia   | Scomparso | 8000m Crinale S.E.                                      | [ 54 ]                                                          |
| Peter Božík                            | 17 ottobre 1988   |        |                                                                                     | Cecoslovacchia   | Scomparso | 8000m Crinale S.E.                                      | [ 54 ]                                                          |
| Paolo Costanza                         | 17 ottobre 2023   |        |                                                                                     | Cecoslovacchia   | Scomparso | 8000m Crinale S.E.                                      | [ 54 ]                                                          |
| Jozef Just                             | 17 ottobre 1988   |        |                                                                                     | Cecoslovacchia   | Scomparso | 8000m Crinale S.E.                                      | [ 17 ]                                                          |
| Ang Lhakpa                             | 23 dicembre 1988  |        |                                                                                     | Nepal            | Trombosi cerebrale | Colle Sud                                               | [ 17 ]                                                          |
| Dimitar Ilijevski                      | 10 maggio 1989    |        |                                                                                     | Jugoslavia       | Caduta | Scendendo dalla via del Colle Sud                       | [ 17 ]                                                          |
| Phu Dorje                              | 16 maggio 1989    |        |                                                                                     | Nepal            | Caduta | Scendendo dalla via del Colle Sud                       | [ 17 ]                                                          |
| Miroslaw Dasal                         | 27 maggio 1989    | 26     | Spedizione polacco-statunitense                                                     | Polonia          | Valanga | 7200m W crinale                                         | [ 55 ]                                                          |
| Miroslaw Gardzielewski                 | 27 maggio 1989    | 35     | Spedizione polacco-statunitense                                                     | Polonia          | Valanga | 7200m Crinale Ovest                                     | [ 55 ]                                                          |
| Andrej Hainrich                        | 27 maggio 1989    | 51     | Spedizione polacco-statunitense                                                     | Polonia          | Valanga | 7200m Crinale Ovest                                     | [ 55 ]                                                          |
| Waclaw Otreba                          | 27 maggio 1989    | 50     | Spedizione polacco-statunitense                                                     | Polonia          | Valanga | 7200m Crinale Ovest                                     | [ 55 ]                                                          |
| Eugeniusz Chrobak                      | 28 maggio 1989    | 30     | Spedizione polacco-statunitense                                                     | Polonia          | Infortunio da Valanga                                                                                                  | Lhola camp                                              | [ 17 ] [ 55 ]                                                   |
| Ang Pinjo                              | 12 dicembre 1989  |        | Spedizione sudcoreana                                                               | Nepal            | Mal di montagna |                                                         | [ 16 ]                                                          |
| Rafael Gómez-Menor                     | 14 settembre 1990 |        |                                                                                     | Spagna           | Valanga |                                                         | [ 56 ]                                                          |
| Ang Sona                               | 14 settembre 1990 |        |                                                                                     | Nepal            | Valanga |                                                         | [ 56 ]                                                          |
| Badri Nath                             | 14 settembre 1990 |        |                                                                                     | Nepal            | Valanga |                                                         | [ 56 ]                                                          |
| Ham Sang-Hun                           | 7 ottobre 1990    |        | Spedizione nippo-coreana                                                            | Corea del Sud    | Scomparso |                                                         | [ 57 ]                                                          |
| Rüdiger Lang                           | 3 maggio 1991     |        | Spedizione Austriaca in solitaria                                                   | Germania         | Assideramento | 7850m Crinale N.E.                                      | [ 26 ] [ 58 ]                                                   |
| Junichi Futagami                       | 27 maggio 1991    |        | Spedizione Giapponese in solitaria                                                  | Giappone         | Caduta | 8700m NE                                                | [ 16 ]                                                          |
| Deepak Kulkarni                        | 2 maggio 1992     |        | Spedizione indiana                                                                  | India            | Assideramento |                                                         | [ 16 ]                                                          |
| Raymond Jacob                          | 2 maggio 1992     |        | Spedizione indiana                                                                  | India            | Assideramento |                                                         | [ 16 ]                                                          |
| Subba Singh                            | 11 maggio 1992    | 43     | Spedizione indiana                                                                  | Nepal            | Infarto |                                                         | [ 59 ]                                                          |
| Sher Singh                             | 23 maggio 1992    |        | Spedizione indiana                                                                  | India            | Caduta | Cascata Khumbu                                          | [ 16 ]                                                          |
| Manabu Hoshi                           | 23 maggio 1992    |        | Spedizione giapponese                                                               | Giappone         | Scomparso | 8350m NE                                                | [ 60 ]                                                          |
| Ang Tshering                           | 15 gennaio 1993   |        | Spedizione spagnola                                                                 | Nepal            | Caduta |                                                         | [ 16 ]                                                          |
| Pasang Lhamu                           | 23 aprile 1993    | 32     | Spedizione nepalese                                                                 | Nepal            | Scomparso | 8750m Crinale S.E.                                      | [ 61 ]                                                          |
| Sonam Tshering                         | 23 aprile 1993    |        | Spedizione nepalese                                                                 | Nepal            | Scomparso | 8750m Crinale S.E.                                      | [ 61 ]                                                          |
| Lobsang Tshering Bhutia                | 10 maggio 1993    | 41     | 40º anniversario della salita di Tenzing Norgay                                     | Nepal            | Caduta | 8750m Crinale S.E.                                      | [ 62 ]                                                          |
| Nam Won-Woo                            | 16 maggio 1993    |        | Spedizione sudcoreana                                                               | Corea del Sud    | Caduta | 8450m Crinale S.E.                                      | [ 16 ] [ 63 ]                                                   |
| An Jin-Seob                            | 17 maggio 1993    |        | Spedizione sudcoreana                                                               | Corea del Sud    | Caduta | 8450m Crinale S.E.                                      | [ 16 ] [ 63 ]                                                   |
| Karl Henize                            | 5 ottobre 1993    | 66     | Spedizione Statunitense                                                             | Stati Uniti      | Edema polmonare, Mal di Montagna (HAPE)                                                                                | 6400m                                                   | [ 64 ]                                                          |
| Antonio Miranda                        | 7 ottobre 1993    |        |                                                                                     | Spagna           | Caduta |                                                         | [ 65 ]                                                          |
| Prem Thapa                             | 6 aprile 1994     |        | Spedizione tedesca                                                                  | Nepal            | Edema cerebrale |                                                         | [ 16 ]                                                          |
| Shih Fang-Fang                         | 9 maggio 1994     | 27     | Spedizione taiwanese                                                                | Taiwan           | Edema cerebrale |                                                         | [ 16 ]                                                          |
| Giuseppe Vigani                        | 18 maggio 1994    | 43     | Spedizione italiana                                                                 | Italia           | Caduta |                                                         | [ 16 ]                                                          |
| Mike Rheinberger                       | 27 maggio 1994    |        | Spedizione australiana                                                              | Australia        | Edema cerebrale | 8500m NE                                                | [ 16 ]                                                          |
| Mingma Norbu                           | 12 settembre 1994 |        | Spedizione norvegese                                                                | Nepal            | Valanga |                                                         | [ 16 ]                                                          |
| Kami Rita                              | 6 maggio 1995     |        | Spedizione statunitense                                                             | Nepal            | Caduta |                                                         | [ 16 ]                                                          |
| Lhakpa Nuru                            | 10 settembre 1995 |        | Spedizione sudcoreana                                                               | Nepal            | | 6900m                                                   | [ 16 ]                                                          |
| Zangbu                                 | 14 ottobre 1995   |        | Spedizione sudcoreana                                                               | Nepal            | Caduta | Vicino alla cima                                        | [ 16 ]                                                          |
| Chen Yu-Nan                            | 9 maggio 1996     | 36     | Spedizione Taiwanese "Makalu" Gau Ming-Ho                                           | Taiwan           | Infortunio da caduta                                                                                                   |                                                         | [ 67 ]                                                          |
| Scott Fischer                          | 11 maggio 1996    | 40     | Mountain Madness                                                                    | Stati Uniti      | Probabile Mal di montagna                                                                                              | 8300m Crinale S.E.                                      | [ 43 ] [ 68 ]                                                   |
| Rob Hall                               | 11 maggio 1996    | 35     | Adventure Consultants                                                               | Nuova Zelanda    | Assideramento | South Summit                                            | [ 43 ] [ 68 ]                                                   |
| Doug Hansen                            | 11 maggio 1996    |        | Adventure Consultants                                                               | Nuova Zelanda    | | South Summit                                            | [ 43 ] [ 68 ]                                                   |
| Andrew Harris                          | 11 maggio 1996    |        | Adventure Consultants                                                               | Nuova Zelanda    | | 8700m Crinale S.E.                                      | [ 43 ] [ 68 ]                                                   |
| Dorje Morup                            | 11 maggio 1996    | 47     | Polizia di confine indo-tibetana                                                    | India            | Assideramento | 8600m Crinale N.E.                                      | [ 43 ] [ 68 ]                                                   |
| Yasuko Namba                           | 11 maggio 1996    | 47     | Adventure Consultants                                                               | Giappone         | Assideramento | Colle Sud                                               | [ 43 ] [ 68 ]                                                   |
| Tsewang Paljor                         | 11 maggio 1996    | 28     | Polizia di confine indo-tibetana                                                    | India            | Assideramento | 8600m Crinale N.E.                                      | [ 43 ] [ 68 ]                                                   |
| Tsewang Samanla                        | 11 maggio 1996    |        | Polizia di confine indo-tibetana                                                    | India            | Assideramento | 8600m Crinale N.E.                                      | [ 43 ] [ 68 ]                                                   |
| Reinhard Wlasich                       | 19 maggio 1996    |        | Spedizione austriaca                                                                | Austria          | Mal di montagna | 8300m North Face, Great Couloir,                        | [ 69 ]                                                          |
| Bruce Herrod                           | 25 maggio 1996    |        | Spedizione britannica e neozelandese                                                | Regno Unito      | Incidente con la corda                                                                                                 | Crinale S.E., Hillary Step                              | [ 70 ]                                                          |
| Ngawang Topche                         | 6 giugno 1996     |        | Spedizione statunitense                                                             | Nepal            | Stato comatoso il 23 Apr 1996, morto in ospedale                                                                       | Camp II                                                 | [ 71 ]                                                          |
| Yves Bouchon                           | 25 settembre 1996 |        | Spedizione franco/svizzero/belga                                                    | Francia          | Valanga | 7400m parete Lhotse                                     | [ 43 ] [ 72 ]                                                   |
| Lobsang Jangbu                         | 25 settembre 1996 | 23-25  | Spedizione giapponese                                                               | Nepal            | Valanga | 7400m parete Lhotse                                     | [ 43 ] [ 72 ]                                                   |
| Dawa                                   | 25 settembre 1996 |        | Spedizione sudcoreana                                                               | Nepal            | Valanga | 7400m parete Lhotse                                     | [ 43 ] [ 72 ]                                                   |
| Malcolm Duff                           | 23 aprile 1997    |        | Spedizione britannica                                                               | Regno Unito      | Infarto | Base Camp                                               | [ 16 ]                                                          |
| Nima Rinzi                             | 6 maggio 1997     |        | Malaysian                                                                           | Regno Unito      | Caduta | parete Lhotse                                           | [ 16 ]                                                          |
| Aleksandr Torochin                     | 7 maggio 1997     |        | Spedizione russa                                                                    | Russia - Kazakh  | Caduta | Crinale N.E.                                            | [ 16 ] [ 73 ]                                                   |
| Ivan Plotnikov                         | 7 maggio 1997     |        | Spedizione russa                                                                    | Russia - Kazakh  | Caduta | Crinale N.E.                                            | [ 16 ] [ 73 ]                                                   |
| Nikolai Shevtchenko                    | 7 maggio 1997     |        | Spedizione russa                                                                    | Russia - Kazakh  | Caduta | Crinale N.E.                                            | [ 16 ] [ 73 ]                                                   |
| Mingma                                 | 7 maggio 1997     |        | Spedizione russa                                                                    | Nepal            | Caduta | Crinale N.E.                                            | [ 73 ]                                                          |
| Peter Kowalzik                         | 8 maggio 1997     |        | Spedizione polacca                                                                  | Germania         | Scomparso | Crinale N.E.                                            | [ 74 ]                                                          |
| Tenzing Nuru                           | 8 settembre 1997  |        | Statunitense                                                                        | Nepal            | Scomparso | Crinale S.E.                                            | [ 75 ]                                                          |
| Choi Byong-Soo                         | 08 settembre 1997 |        | South Korean                                                                        | Corea del Sud    | Valanga | North Col Flank                                         | [ 16 ]                                                          |
| Sergei Arsentiev                       | 23 maggio 1998    |        | Russian/French                                                                      | Russia           | Caduta | Crinale N.E.                                            | [ 3 ]                                                           |
| Francys Arsentiev                      | 24 maggio 1998    | 40     | Russian/French                                                                      | Stati Uniti      | Assideramento | Crinale N.E.                                            | [ 3 ] [ 4 ]                                                     |
| Mark Jennings                          | 25 maggio 1998    |        | British                                                                             | Regno Unito      | Sfinimento | Crinale N.E.                                            | [ 16 ]                                                          |
| Roger Buick                            | 26 maggio 1998    |        | New Zealand                                                                         | Nuova Zelanda    | Sfinimento | Crinale N.E.                                            | [ 16 ]                                                          |
| Vasili Kopytko                         | 8 maggio 1999     |        | Ukrainian                                                                           | Ucraina          | | Crinale N.E.                                            | [ 16 ] [ 76 ]                                                   |
| Michael Matthews                       | 13 maggio 1999    | 23     | Internationale                                                                      | Regno Unito      | | Crinale S.E.                                            | [ 77 ]                                                          |
| Tadeusz Kudelski                       | 18 maggio 1999    | 44     | Polish Internationale                                                               | Polonia          | Caduta | Crinale N.E.                                            | [ 78 ]                                                          |
| Pascal Debrouwer                       | 18 maggio 1999    |        | Belgian Internationale                                                              | Belgio           | Assideramento | Crinale N.E.                                            | [ 78 ]                                                          |
| Jeppe Stoltz                           | 20 maggio 2000    |        | Danish                                                                              | Danimarca        | Caduta | Crinale N.E.                                            | [ 16 ]                                                          |
| Yan Gen-hua                            | 21 maggio 2000    |        | Chinese                                                                             | Cina             | Caduta | Crinale N.E.                                            | [ 16 ]                                                          |
| Babu Chiri Sherpa                      | 29 aprile 2001    | 35     | Nepalese                                                                            | Nepal            | Caduta | Crinale N.E.                                            | [ 5 ]                                                           |
| Peter Ganner                           | 23 maggio 2001    |        | Austrian                                                                            | Austria          | Caduta | 8500m Crinale S.E.                                      | [ 79 ]                                                          |
| Mark Auricht                           | 24 maggio 2001    |        | Australian                                                                          | Australia        | Edema cerebrale | Crinale N.E.                                            | [ 80 ]                                                          |
| Aleksei Nikiforov                      | 24 maggio 2001    |        | Russian                                                                             | Russia           | Illness | Crinale N.E.                                            | [ 81 ]                                                          |
| Sándor Gárdos                          | 17 ottobre 2001   |        | Hungarian                                                                           | Ungheria         | Caduta | 7800m Crinale N.E.                                      | [ 16 ]                                                          |
| Peter Legate                           | 30 aprile 2002    | 38     | British Internationale                                                              | Regno Unito      | Caduta in un crepaccio                                                                                                 | Below Camp III                                          | [ 82 ]                                                          |
| Zoran Miletic                          | 19 maggio 2002    |        | Russian Internationale                                                              | Jugoslavia       | | 7800m Crinale N.E.                                      | [ 16 ]                                                          |
| Marco Siffredi                         | 8 settembre 2002  | 23     | Internationale                                                                      | Francia          | Caduta | Hornbein Couloir                                        | [ 83 ]                                                          |
| Bhim Bahadur Gurung                    | 27 maggio 2003    |        | Indo-Nepal                                                                          | Nepal            | Caduta in un crepaccio                                                                                                 | 5900m Icefall                                           | [ 16 ]                                                          |
| Jan Krzysztof Liszewski                | 25 maggio 2003    |        | Independent                                                                         | Polonia          | Caduta | 7900m Crinale N.E.                                      | [ 16 ]                                                          |
| Arnaud Saulnier                        | 8 maggio 2003     |        | French                                                                              | Francia          | Malore in tenda | 5500m Crinale S.E.                                      | [ 16 ]                                                          |
| Karma Gyalzen Sherpa                   | 24 maggio 2003    |        | Internationale                                                                      | Nepal            | Mal di montagna | 6000m Crinale S.E.                                      | [ 16 ]                                                          |
| Joon-Ho Baek                           | 18 maggio 2004    | 38     | South Korean                                                                        | Corea del Sud    | Assideramento | 8500m Crinale N.E.                                      | [ 16 ] [ 84 ]                                                   |
| Min Jang                               | 18 maggio 2004    | 28     | South Korean                                                                        | Corea del Sud    | Assideramento | 8500m Crinale N.E.                                      | [ 16 ] [ 84 ]                                                   |
| Mu-Taek Park                           | 18 maggio 2004    | 36     | South Korean                                                                        | Corea del Sud    | Assideramento | 8500m Crinale N.E.                                      | [ 16 ] [ 84 ]                                                   |
| Nils Antezana                          | 18 maggio 2004    | 69     | Internationale                                                                      | Stati Uniti      | Assideramento | 8600m Crinale S.E.                                      | [ 85 ]                                                          |
| Hristo Ganchev Hristov                 | 20 maggio 2004    |        | Bulgarian                                                                           | Bulgaria         | Assideramento | 8600m Crinale N.E.                                      | [ 16 ]                                                          |
| Shoko Ota                              | 20 maggio 2004    | 63     | Japanese                                                                            | Giappone         | Assideramento | 8600m Crinale N.E.                                      | [ 86 ]                                                          |
| Mariana Prodanova Maslarova            | 23 maggio 2004    |        | Bulgarian                                                                           | Bulgaria         | Assideramento | 8700m Crinale N.E.                                      | [ 16 ]                                                          |
| Sean Egan                              | 28 aprile 2005    | 63     | Tim Redpath Expedition                                                              | Canada           | Infarto | 4600m Crinale S.E.                                      | [ 87 ]                                                          |
| Michael Corey O'Brien                  | 2 maggio 2005     | 39     | Charity run with brother                                                            | Stati Uniti      | Caduta in un crepaccio                                                                                                 | 5800m Icefall South                                     | [ 88 ]                                                          |
| Marko Lihteneker                       | 21 maggio 2005    |        |                                                                                     | Slovenia         | | 8600m Crinale N.E.                                      | [ 16 ]                                                          |
| Sirigereshiva Shankarappa Chaitanya    | 30 maggio 2005    |        | India                                                                               | India            | Assideramento | 8700m Crinale N.E.                                      | [ 16 ]                                                          |
| Dieter Kramer                          | 4 giugno 2005     |        | German                                                                              | Germania         | Assideramento | 8000m N.E.                                              | [ 16 ]                                                          |
| Robert William Milne                   | 5 giugno 2005     | 49     |                                                                                     | Regno Unito      | Infarto | 8200m Crinale S.E.                                      | [ 89 ]                                                          |
| Sherpa                                 | 7 aprile 2006     |        | Statunitense                                                                        | Nepal            | | 5500m Crinale N.E.                                      | [ 16 ]                                                          |
| Ang Phinjo Sherpa                      | 21 aprile 2006    | 50     | Statunitense                                                                        | Nepal            | Valanga | 5900m Icefall                                           | [ 90 ]                                                          |
| Lhakpa Tseri                           | 21 aprile 2006    |        | Statunitense                                                                        | Nepal            | Valanga | 5900m Icefall                                           | [ 90 ]                                                          |
| Dawa Temba                             | 21 aprile 2006    |        | Statunitense                                                                        | Nepal            | Valanga | 5900m Icefall                                           | [ 90 ]                                                          |
| Jacques-Hugues Letrange                | 6 maggio 2006     |        | Statunitense                                                                        | Francia          | Sfinimento | Crinale N.E.                                            | [ 16 ]                                                          |
| Srikrishna                             | 14 maggio 2006    |        | Indian                                                                              | India            | Caduta | 8600m Crinale N.E.                                      | [ 16 ]                                                          |
| David Sharp                            | 15 maggio 2006    | 34     | Solo                                                                                | Regno Unito      | Assideramento | 8600m Crinale N.E.                                      | [ 91 ]                                                          |
| Tomas Olsson                           | 16 maggio 2006    | 30     | Internationale                                                                      | Svezia           | Caduta | 8700m Norton Couloir                                    | [ 16 ]                                                          |
| Vitor Negrete                          | 19 maggio 2006    | 38     | Internationale                                                                      | Brasile          | Assideramento | 8200m Crinale N.E.                                      | [ 92 ]                                                          |
| Igor Plyushkin                         | 22 maggio 2006    |        | Internationale                                                                      | Russia           | Mal di montagna | 7800m Crinale N.E.                                      | [ 16 ]                                                          |
| Thomas Weber                           | 25 maggio 2006    |        | Internationale                                                                      | Germania         | Mal di montagna | 8700m Crinale N.E.                                      | [ 93 ]                                                          |
| Yoshitomi Okura                        | 16 maggio 2007    | 62     | Japanese                                                                            | Giappone         | | Crinale N.E.                                            | [ 94 ]                                                          |
| Maurizio Pierangelo                    | 17 maggio 2007    | 46     | Italian                                                                             | Italia           | | Crinale N.E.                                            | [ 16 ]                                                          |
| Oh Hee-joon                            | 17 maggio 2007    | 37     | South Korean                                                                        | Corea del Sud    | | S.W. Face                                               | [ 94 ]                                                          |
| Lee Hyun-jo                            | 17 maggio 2007    | 34     | South Korean                                                                        | Corea del Sud    | | S.W. Face                                               | [ 94 ]                                                          |
| Uwe Gianni Goltz                       | 21 maggio 2008    | 44     | Sherpas documentary team                                                            | Svizzera         | Sfinimento | 8000m Colle Sud                                         | [ 96 ]                                                          |
| Lhakpa Nuru                            | 7 maggio 2009     |        | Eco Everest Expedition                                                              | Nepal            | Valanga | Cascata Khumbu                                          | [ 97 ]                                                          |
| Veslav Chrzaszcz                       | 18 maggio 2009    |        | Eco Everest Expedition                                                              | Rep. Ceca        | Infarto |                                                         | [ 98 ]                                                          |
| Wenhong Wu                             | 19 maggio 2009    |        |                                                                                     | Cina             | |                                                         | [ 98 ]                                                          |
| Frank Ziebarth                         | 21 maggio 2009    | 29     |                                                                                     | Canada           | | 8700m North Summit                                      | [ 98 ] [ 99 ]                                                   |
| Laszlo Varkonyi                        | 26 aprile 2010    | 54     |                                                                                     | Ungheria         | Valanga e caduta in crepaccio                                                                                          | North Col                                               | [ 100 ]                                                         |
| Tom Jørgensen                          | 19 maggio 2010    |        |                                                                                     | Danimarca        | Mal di montagna (HACE)                                                                                                 |                                                         | [ 101 ]                                                         |
| Sergei Duganov                         | Maggio, 2010      |        |                                                                                     | Russia           | |                                                         | [ 101 ] [ 102 ]                                                 |
| Peter Kinloch                          | 26 maggio 2010    | 28     | Internationale                                                                      | Regno Unito      | Sfinimento | 8600m                                                   | [ 103 ]                                                         |
| Rick Hitch                             | 1 maggio 2011     | 55     | Internationale                                                                      | Stati Uniti      | Infarto | 7010m                                                   | [ 104 ]                                                         |
| Shailendra Kumar Upadhyaya             | 9 maggio 2011     | 82     | Nepal                                                                               | Nepal            | Mal di montagna |                                                         | [ 105 ]                                                         |
| Takashi Ozaki                          | 12 maggio 2011    |        | Internationale                                                                      | Giappone         | Mal di montagna | 8400m The Balcony                                       | [ 106 ]                                                         |
| John Delaney                           | 21 maggio 2011    | 42     | Internationale                                                                      | Irlanda          | Mal di montagna | 8400m The Balcony                                       | [ 107 ]                                                         |
| Dawa Tenzing                           | 5 aprile 2012     |        | Himex                                                                               | Nepal            | Ictus | Cascata Khumbu                                          | [ 108 ] [ 109 ]                                                 |
| Karsang Namgyal Sherpa                 | 19 aprile 2012    |        | Prestige Adventures                                                                 | Nepal            | Mal di montagna | Base Camp                                               | [ 109 ] [ 110 ]                                                 |
| Ramesh Gulve                           | 20 aprile 2012    | 33     | Pune team                                                                           | India            | | Base Camp                                               | [ 109 ] [ 111 ]                                                 |
| Namgyal Tshering Sherpa                | 21 aprile 2012    | 28     |                                                                                     | Nepal            | Caduta in un crepaccio                                                                                                 | Camp 1                                                  | [ 109 ] [ 112 ]                                                 |
| Shriya Shah                            | 18 maggio 2012    | 33     | Utmost Adventures                                                                   | Canada           | | Vicino alla cima                                        | [ 109 ] [ 113 ]                                                 |
| Eberhard Schaaf                        | 19 maggio 2012    | 61     | Asian Trekking                                                                      | Germania         | Edema cerebrale | Vicino alla cima                                        | [ 109 ] [ 113 ]                                                 |
| Song Won-bin                           | 19 maggio 2012    | 44     | Korean Everest & Lhotse Expedition                                                  | Corea del Sud    | Caduta | Vicino alla cima                                        | [ 109 ] [ 113 ]                                                 |
| Ha Wenyi                               | 20 maggio 2012    |        | Mountain Experience                                                                 | Cina             | | Balcony                                                 | [ 109 ] [ 114 ]                                                 |
| Juan Jose Polo Carbayo                 | 20 maggio 2012    | 43     | Himalayan Guides                                                                    | Spagna           | Sfinimento | 8300m Crinale N.E.                                      | [ 109 ] [ 115 ]                                                 |
| Ralf D. Arnold                         | 20 maggio 2012    | 43     | Monterosa                                                                           | Germania         | Sfinimento dopo una frattura alla gamba al Second Step                                                                 | 8300m Crinale N.E.                                      | [ 109 ] [ 115 ]                                                 |
| Piseth Lim                             | 19 ottobre 2012   | 27     | Internationale                                                                      | Cambogia         | Tempo burrascoso | Attorno ai 4,000 metri di altezza                       | [ 116 ]                                                         |
| Mingma Sherpa                          | 7 aprile 2013     | 45     | Destination Himalaya                                                                | Nepal            | Caduta in un crepaccio                                                                                                 | Tra il campo 1 e due sul lato ovest                     | [ 117 ]                                                         |
| DaRita Sherpa                          | 5 maggio 2013     | 37     | Internationale Mountain Guides                                                      | Nepal            | Sospetto arresto cardiaco                                                                                              | Campo 3 sul lato sud                                    | [ 118 ]                                                         |
| Sergey Ponomarev                       | 5 maggio 2013     |        | 7 Summits Club Everest expedition                                                   | Russia           | Sospetto arresto cardiaco                                                                                              | Attorno ai 6500m                                        | [ 119 ]                                                         |
| Lobsang Sherpa                         | 7 maggio 2013     | 22     | Chinese expedition team                                                             | Nepal            | Caduta | Tra campo 1 e campo 3 in discesa dal campo 4 (lato sud) | [ 120 ]                                                         |
| Alexey Bolotov                         | 15 maggio 2013    | 50     | Russian South-West Face expedition                                                  | Russia           | Caduta | 5600m Icefall                                           | [ 121 ] [ 122 ]                                                 |
| Namgyal Sherpa                         | 17 maggio 2013    | 35     |                                                                                     | Nepal            | | 8300m N.E. Ridge                                        | [ 123 ]                                                         |
| Seo Sung-Ho                            | 21 maggio 2013    | 33     | Zero to 8848 expedition                                                             | Corea del Sud    | Sospetto "mal di montagna"                                                                                             | In discesa (lato sud)                                   | [ 124 ]                                                         |
| Sajal Khaled (Mohammed Khaled Hossain) | 21 maggio 2013    | 35     |                                                                                     | Bangladesh       | Sospetto "mal di montagna"                                                                                             | Campo sul colle sud                                     | [ 124 ]                                                         |
| Mingma Tenzing Sherpa                  | 2 aprile 2014     |        | Peak Freaks Expedition                                                              | Nepal            | Edema polmonare | Campo base                                              | [ 125 ]                                                         |
| Mingma Nuru Sherpa                     | 18 aprile 2014    | 46     | NBC Everest Expedition                                                              | Nepal            | Valanga | Khumbu Icefall                                          | [ 126 ] [ 127 ]                                                 |
| Dorji Sherpa                           | 18 aprile 2014    |        | NBC Everest Expedition 2014                                                         | Nepal            | Valanga | Khumbu Icefall                                          | [ 126 ] [ 127 ]                                                 |
| Ang Tshiri Sherpa                      | 18 aprile 2014    |        | AAI Everest Expedition 2014                                                         | Nepal            | Valanga | Khumbu Icefall                                          | [ 126 ] [ 127 ]                                                 |
| Nima Sherpa                            | 18 aprile 2014    |        | AAI Everest Expedition 2014                                                         | Nepal            | Valanga | Khumbu Icefall                                          | [ 126 ] [ 127 ]                                                 |
| Phurba Ongyal Sherpa                   | 18 aprile 2014    |        | Adventure Consultants                                                               | Nepal            | Valanga | Khumbu Icefall                                          | [ 126 ] [ 127 ]                                                 |
| Lapka Tenjing Sherpa                   | 18 aprile 2014    |        | Adventure Consultants                                                               | Nepal            | Valanga | Khumbu Icefall                                          | [ 126 ] [ 127 ]                                                 |
| Chhiring Ongchu Sherpa                 | 18 aprile 2014    |        | Adventure Consultants                                                               | Nepal            | Valanga | Khumbu Icefall                                          | [ 126 ] [ 127 ]                                                 |
| Dorjee Khatri                          | 18 aprile 2014    |        | Adventurist Everest Expedition 2014                                                 | Nepal            | Valanga | Khumbu Icefall                                          | [ 126 ] [ 127 ]                                                 |
| Then Dorjee Sherpa                     | 18 aprile 2014    |        | Adventurist Everest Expedition 2014                                                 | Nepal            | Valanga | Khumbu Icefall                                          | [ 126 ] [ 127 ]                                                 |
| Phur Temba Sherpa                      | 18 aprile 2014    |        | Adventurist Everest Expedition 2014                                                 | Nepal            | Valanga | Khumbu Icefall                                          | [ 126 ] [ 127 ]                                                 |
| Pasang Karma Sherpa                    | 18 aprile 2014    |        | Jagged Globe Everest Expedition 2014                                                | Nepal            | Valanga | Khumbu Icefall                                          | [ 126 ] [ 127 ]                                                 |
| Asman Tamang                           | 18 aprile 2014    |        | Himalayan Ecstasy Khotse Expedition 2014                                            | Nepal            | Valanga | Khumbu Icefall                                          | [ 126 ] [ 127 ]                                                 |
| Tenzing Chottar Sherpa                 | 18 aprile 2014    |        | AAI Everest Expedition 2014                                                         | Nepal            | Valanga | Khumbu Icefall                                          | [ 126 ] [ 127 ]                                                 |
| Ankaji Sherpa                          | 18 aprile 2014    |        | Everest Chinese Dream Expedition 2014                                               | Nepal            | Valanga | Khumbu Icefall                                          | [ 126 ] [ 127 ]                                                 |
| PemTenji Sherpa                        | 18 aprile 2014    |        | Everest Chinese Dream Expedition 2014                                               | Nepal            | Valanga (non ritrovato)                                                                                                | Khumbu Icefall                                          | [ 126 ] [ 127 ]                                                 |
| Aash Bahadur Gurung                    | 18 aprile 2014    |        | Everest Chinese Dream Expedition 2014                                               | Nepal            | Valanga (non ritrovato)                                                                                                | Khumbu Icefall                                          | [ 126 ] [ 127 ]                                                 |
| Daniel Paul Fredinburg                 | 25 aprile 2015    | 33     | 2014 IMG Everest Expedition III                                                     | Stati Uniti      | Valanga al campo base seguita al terremoto nel Nepal dell'aprile 2015                                                  | Campo base                                              | [ 128 ] [ 129 ] [ 130 ] [ 131 ] [ 132 ] [ 133 ] [ 134 ] [ 135 ] |
| Marisa Eve Girawong                    | 25 aprile 2015    | 28     | H.G. Nuptse Expedition 2015                                                         | Stati Uniti      | Valanga al campo base seguita al terremoto nel Nepal dell'aprile 2015                                                  | Campo base                                              | [ 132 ] [ 133 ] [ 134 ] [ 135 ]                                 |
| Thomas Ely Taplin                      | 25 aprile 2015    | 61     | TET Films & Photography                                                             | Stati Uniti      | Valanga al campo base seguita al terremoto nel Nepal dell'aprile 2015                                                  | Campo base                                              | [ 133 ] [ 136 ]                                                 |
| Pemba Sherpa                           | 25 aprile 2015    | 19     | Adventure Consultants                                                               | Nepal            | Valanga al campo base seguita al terremoto nel Nepal dell'aprile 2015                                                  | Campo base                                              | [ 134 ] [ 137 ] [ 138 ]                                         |
| Dawa Tsering Sherpa                    | 25 aprile 2015    | 33     | Adventure Consultants                                                               | Nepal            | Valanga al campo base seguita al terremoto nel Nepal dell'aprile 2015                                                  | Campo base                                              | [ 134 ] [ 138 ]                                                 |
| Maila (Milan) Rai                      | 25 aprile 2015    | 41     | Adventure Consultants                                                               | Nepal            | Valanga al campo base seguita al terremoto nel Nepal dell'aprile 2015                                                  | Campo base                                              | [ 134 ] [ 135 ] [ 137 ]                                         |
| Chhimi Dawa Sherpa                     | 25 aprile 2015    | 27     | Adventure Consultants                                                               | Nepal            | Valanga al campo base seguita al terremoto nel Nepal dell'aprile 2015                                                  | Campo base                                              | [ 134 ] [ 135 ] [ 138 ]                                         |
| Pema Yishi (Hissi) Sherpa              | 25 aprile 2015    | 25? 33 | Adventure Consultants                                                               | Nepal            | Valanga al campo base seguita al terremoto nel Nepal dell'aprile 2015                                                  | Campo base                                              | [ 134 ] [ 135 ] [ 137 ] [ 138 ]                                 |
| Pasang Temba Sherpa                    | 25 aprile 2015    | ?      | Tim Mosedale Everest Expedition (or H.G. Everest Expedition 2015)                   | Nepal            | Valanga al campo base seguita al terremoto nel Nepal dell'aprile 2015                                                  | Campo base                                              | [ 134 ] [ 135 ] [ 139 ]                                         |
| Krishna Kumar Rai                      | 25 aprile 2015    | ?      | Tim Mosedale Everest Expedition (or H.G. Everest Expedition 2015)                   | Nepal            | Valanga al campo base seguita al terremoto nel Nepal dell'aprile 2015                                                  | Campo base                                              | [ 134 ] [ 135 ] [ 139 ]                                         |
| Zhenfang Ge                            | 25 aprile 2015    | 43     | Dreamers Destination Track Lhotse Expedition 2015                                   | Cina             | Valanga al campo base seguita al terremoto nel Nepal dell'aprile 2015                                                  | Campo base                                              | [ 134 ] [ 135 ] [ 139 ]                                         |
| Renu Fotedar                           | 25 aprile 2015    | 49     | First Chinese Women Everest Expedition                                              | India            | Valanga al campo base seguita al terremoto nel Nepal dell'aprile 2015                                                  | Campo base                                              | [ 140 ] [ 141 ]                                                 |
| Tenzing (Tengien) Bhote                | 25 aprile 2015    | ?      | Tim Mosedale Everest Expedition (or H.G. Everest Expedition 2015)                   | Nepal            | Valanga al campo base seguita al terremoto nel Nepal dell'aprile 2015                                                  | Campo base                                              | [ 134 ] [ 135 ] [ 142 ]                                         |
| Vinh B Truong                          | 25 aprile 2015    | 48     | Trekker                                                                             | Vietnam          | Valanga al campo base seguita al terremoto nel Nepal dell'aprile 2015                                                  | Campo base                                              | [ 133 ] [ 134 ]                                                 |
| Lhakpa Chhiring Sherpa                 | 25 aprile 2015    | 33     | First Chinese Women Everest Expedition                                              | Nepal            | Valanga al campo base seguita al terremoto nel Nepal dell'aprile 2015                                                  | Campo base                                              | [ 134 ] [ 135 ]                                                 |
| Shiva Kumar Shrestha                   | 25 aprile 2015    | 25     | Step Up Campaign Everest                                                            | Nepal            | Valanga al campo base seguita al terremoto nel Nepal dell'aprile 2015                                                  | Campo base                                              | [ 134 ] [ 135 ]                                                 |
| Scalatore sconosciuto                  | 25 aprile 2015    | ?      | ?                                                                                   | ?                | Valanga al campo base seguita al terremoto nel Nepal dell'aprile 2015                                                  | Campo base                                              | [ 134 ] [ 142 ]                                                 |
| Scalatore sconosciuto                  | 25 aprile 2015    | ?      | ?                                                                                   | ?                | Valanga al campo base seguita al terremoto nel Nepal dell'aprile 2015                                                  | Campo base                                              | [ 134 ] [ 142 ]                                                 |
| Scalatore sconosciuto                  | 25 aprile 2015    | ?      | ?                                                                                   | ?                | Valanga al campo base seguita al terremoto nel Nepal dell'aprile 2015                                                  | Campo base                                              | [ 134 ] [ 142 ]                                                 |
| Scalatore sconosciuto                  | 25 aprile 2015    | ?      | ?                                                                                   | ?                | Valanga al campo base seguita al terremoto nel Nepal dell'aprile 2015                                                  | Campo base                                              | [ 143 ]                                                         |
| Yomagato Horoshi                       | 27 aprile 2015    | 56     | Dreamers Destination Lhotse Expedition                                              | Giappone         | Morto a Kathmandu a seguito delle lesioni subite durante la valanga successiva al terremoto del Nepal dell'aprile 2015 | Campo base                                              | [ 134 ] [ 135 ]                                                 |
| Jangbu Sherpa                          | 1 maggio 2015     | ?      | Adventure Consultants                                                               | Nepal            | Morto a Kathmandu a seguito delle lesioni subite durante la valanga successiva al terremoto del Nepal dell'aprile 2015 | Campo base                                              | [ 134 ] [ 137 ] [ 138 ]                                         |